# رامبا (بازیگر پورنوگرافی)
رامبا (انگلیسی: Ramba؛ زاده ۱ مارس ۱۹۶۷) بازیگر پورنوگرافی اهل ایتالیا است.